# رايبامونتان المار
بلدية رايبامونتان المار (بالإسبانية: Ribamontán al Mar)‏، هي إحدى بلديات منطقة كانتابريا, المصنفة على أنها مقاطعة أيضاً، في شمال إسبانيا.
يبلغ عدد سكانها 3.826 نسمة وفقاً لإحصائية سنة (2002).